# Теравекия
Теравѐкия (на италиански: Terravecchia) е село и община в Южна Италия, провинция Козенца, регион Калабрия. Разположено е на 472 m надморска височина. Населението на общината е 959 души (към 2012 г.).